# Vittorio Meoni

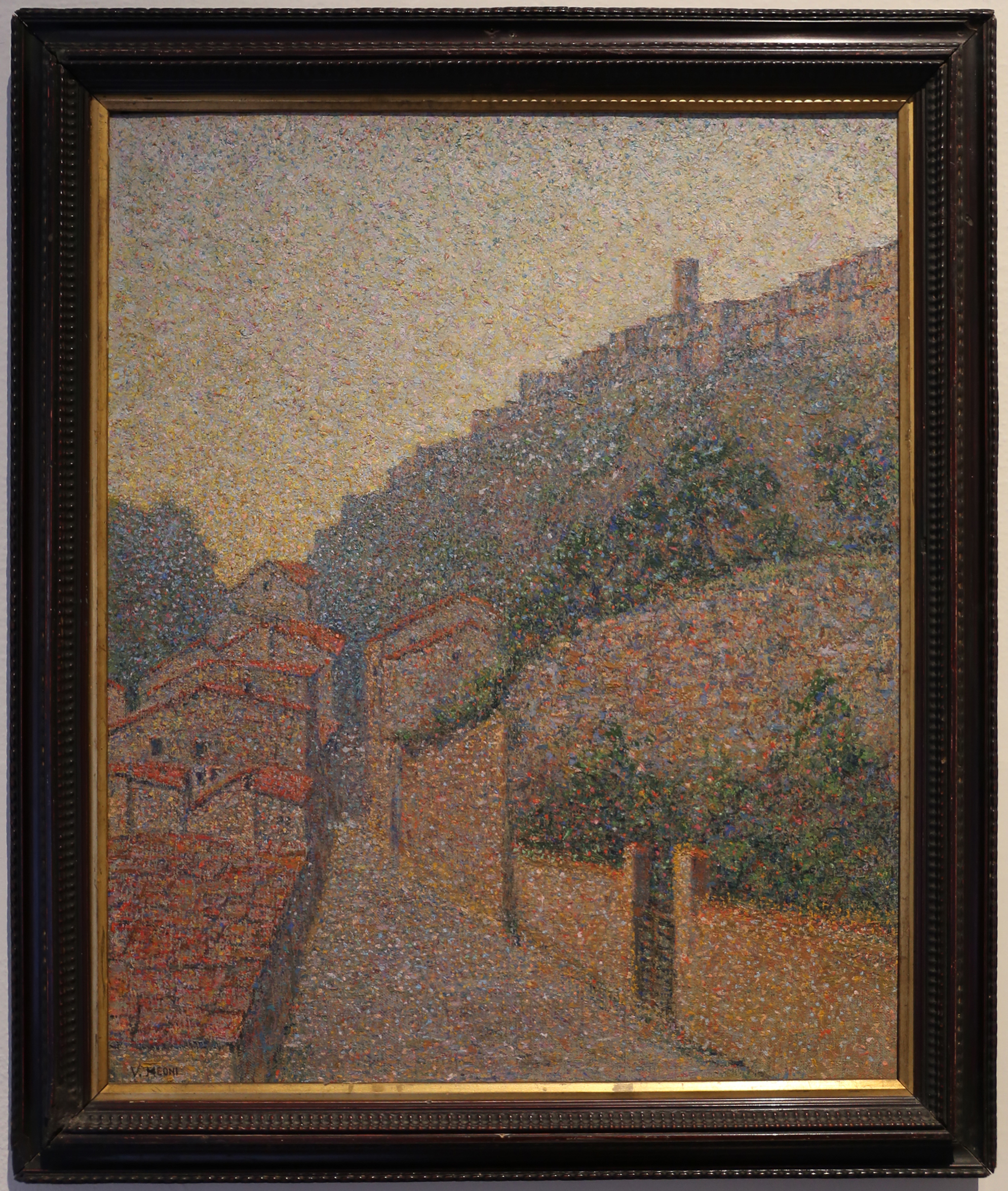
Sull'imbrunire, Museo civico e d'arte sacra di Colle di Val d'Elsa

Vittorio Meoni (Colle di Val d'Elsa, 9 dicembre 1859 – 25 luglio 1937) è stato un pittore, politico e giornalista italiano.

## Biografia
Frequentò, senza terminare il ciclo di studi, la scuola professionale di Colle di Val d'Elsa e si dedicò allo studio della musica, ottenendo dei buoni risultati con il flauto. Divenne “mazziniano” in seguito alla conoscenza dei socialisti colligiani Ettore Capresi e Arbace Giunti.
Il 26 gennaio 1879 sposò la concittadina e coetanea Adele Poggetti dalla quale ebbe sei figli.
Si dedicò anche alla pittura ed al disegno aiutato dall'amicizia con Antonio Salvetti.
Fu un animatore della cultura cittadina ed uno dei principali esponenti del socialismo colligiano e regionale.
Nel 1884 iniziò le pubblicazioni de “La Martinella”, organo regionale del Partito Socialista, di cui fu anche direttore e contribuì in modo fattivo a fare di Colle di Val d'Elsa il primo Comune a guida socialista della Toscana ed uno dei primi d'Italia. Lui stesso divenne sindaco nel 1898, per un breve periodo, succedendo a Antonio Salvetti. che aveva rinunciato alla carica per motivi legati alla sua attività.
Anche in seguito alle nuove elezioni dopo lo scioglimento del Consiglio Comunale del 1898, dovuto al clima creatosi su tutto il territorio nazionale in seguito ai fatti di Milano ed alla repressione di Bava Beccaris, voluta anche dal governo presieduto da Antonio di Rudini, l'amministrazione del Comune di Colle di Val d'Elsa rimase in mano socialista: le elezioni di agosto sancirono infatti una nuova affermazione del Partito Socialista e Colle di Val d'Elsa rimase per diverso tempo l'unico Comune d'Italia a guida socialista.
Con la crisi politica del 1898 e lo scioglimento delle associazioni democratiche anche a causa di alcuni problemi giudiziari, seguendo l'esempio di altri esponenti politici dell'epoca, Meoni si era nel frattempo visto costretto ad emigrare a Marsiglia, in Francia, dal luglio al settembre dello stesso anno.
In questo periodo Meoni si dedica alla pittura e espone diverse opere, tra cui “l'oasi nelle Crete senesi” alla decima Esposizione internazionale d'arte di Venezia del 1912. Tale opera si trova attualmente presso la Galleria d'Arte Moderna di Palazzo Pitti a Firenze.
Fu di nuovo eletto sindaco nel 1911 e, nonostante le proteste della popolazione contraria alla guerra in Libia, rimase in carica fino al giugno 1914.
Dopo il congresso del PSI, che si svolse a Reggio Emilia dal 7 al 10 luglio 1912, contribuì, con Bonomi, Bissolati e Cabrini (che erano stati espulsi dal partito per una mozione di Benito Mussolini in quanto a favore della guerra di Libia e fedeli alla monarchia) alla fondazione del Partito Socialista Riformista.
Per conto della sezione socialista di Siena provvede alla stampa del periodico “Il dovere socialista”, di cui diverrà anche direttore.
La passione politica non gli fa però dimenticare la pittura e, nel 1914 partecipa alla Secessione Romana con due quadri poi nel 1916 partecipa all'esposizione di Belle Arti di Firenze con l'opera “Barometro basso” che, acquistata dalla Galleria d'Arte Moderna di Roma, andrà però smarrita.
Nel 1918 riprese a stampare a Firenze, dove si era trasferito da Colle di Val d'Elsa, “La Martinella”, organo ufficiale dell'Unione Socialista Italiana.
A Firenze continuerà a coltivare la passione della pittura continuando ad esporre in alcune personali.
Nel 1920 abbandonò definitivamente la carriera politica e si trasferì a Lucca per dirigere l'Unione Cartiere Toscane.  Nel 1931, in seguito a gravi difficoltà finanziarie, chiuse la cartiera e la Tipografia e si ritirò in una casa di riposo ad Appiano Gentile in Provincia di Como.
Morì il 25 luglio 1937 e fu sepolto nel Cimitero della Misericordia a Colle di Val d'Elsa.
Nella sua pittura si ravvedono l'insegnamento di Vittore Grubicy e in parte di Benvenuto Benvenuti, la sua opera è comunque personale, elabora paesaggi toscani (San Gimignano, Colle Val D'elsa) con una poetica calma e immutata ma frizzante nei tocchi di colore, sarà Divisionista fino alla fine, le poche vendite hanno realizzato circa 5000 euro a quadro.